# Gianni De Michelis

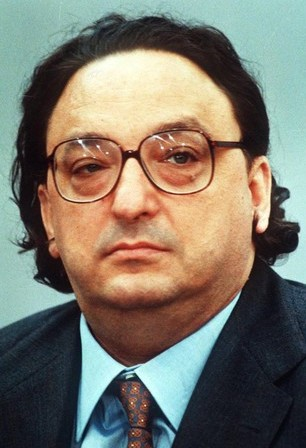
Gianni De Michelis

Gianni De Michelis (Venetië, 26 november 1940 - aldaar, 11 mei 2019) was een Italiaans politicus.
De Michelis studeerde scheikunde aan de Universiteit van Padua. In 1963 studeerde hij af. Vervolgens was hij werkzaam op de universiteit en later hoogleraar scheikunde aan de Universiteit van Padua (1963-1972). In 1976 werd hij in het partijbestuur van de Socialistische Partij van Italië (PSI) gekozen. Van 1976 tot 1994 was De Michelis lid van de Kamer van Afgevaardigden gekozen. Van 1987 tot 1988 trad hij op als fractievoorzitter van de PSI-fractie. Van 1980 tot 1983 was De Michelis minister van Staatsbedrijven in de regeringen Forlani, Spadolini en Fanfani. Van 1983 tot 1986 was hij korte tijd minister van Arbeid onder PSI-leider Bettino Craxi, de toenmalige premier. Van 1988 tot 1989 was hij vicepremier en van 1989 tot 1992 was De Michelis minister van Buitenlandse Zaken. Van 1992 tot 1993 was hij vicesecretaris van de PSI.
In de jaren tachtig en negentig was hij naaste medewerker van Bettino Craxi, de leider van de PSI.
Van 1984 tot 1992 was hij voorzitter van het Italiaanse ASPEN-Instituut.
In 2001 sloot hij zich aan bij de NPSI (Socialistische Partij- Nieuwe PSI), de opvolger van de PSI.
Bij de Europese verkiezingen van 2004 werd De Michelis voor de NPSI in het Europees Parlement gekozen.
Gianni De Michelis was voorzitter van het IPALMO-Instituut, het Instituut voor Latijns-Amerika en het Midden-Oosten en Europees lid van het TASEM Task Force.
De Michelis werd veroordeeld tot anderhalf jaar gevangenisstraf voor het aannemen van steekpenningen bij de aanleg van een snelweg in de regio Veneto, en tot zes maanden gevangenisstraf voor zijn betrokkenheid bij het Enimont-schandaal.
- Gemeinsame Normdatei: 170505332
- International Standard Name Identifier: 0000 0000 6723 7871
- Library of Congress Control Number: n82004489
- Istituto Centrale per il Catalogo Unico: CFIV042626
- Système universitaire de documentation: 074024701
- Virtual International Authority File: 266970415
- WorldCat: E39PBJhX9FfMvJptMGfPg6w6Kd